# Faraon
Faraon (egipatski: per-a'a; koptski: ⲡⲣ̄ⲣⲟ, Pǝrro; starohebrejski: פַּרְעֹה‎ Parʿō) laički je pojam često rabljen kao naziv za monarhe Staroga Egipta koji su vladali od Prve dinastije (ca. 3150. pr. n. e.) do doba provincije Egipta pod vlasništvom Rimskoga Carstva 30. pr. n. e. Ipak, stari Egipćani najčešće su svoje vladare nazivali kraljevima bez obzira na njihov spol sve do sredine Osamnaeste dinastije u Novom egipatskom kraljevstvu. Najraniji potvrđeni spomen pojma »faraon« u spontanoj uporabi za vladara bio je u pismu Eknatonu (vladao 1353. – 1336. pr. n. e.) ili u natpisu koji se možebitno odnosi na Tutmozisa III. (vladao 1479. – 1425.).
U doba ranijih dinastija, staroegipatski su kraljevi imali do tri titule: Horus, stni-byti ili ime Dvije Dame (nbtj). Zlatni Horus i druge titule počele su se uporabljivati tek kasnije.
U egipatskom je društvu vjera bila središnja točka svakodnevice. Jedna od uloga kralja bila je posredovanje između božanstava i naroda. Kralj je stoga morao izvršavati dužnosti civilnog i vjerskog administratora; posjedovao je svu zemlju u Egiptu, uvodio zakone, prikupljao porez i služio kao vrhovni zapovjednik vojske. U sklopu vjere, kralj je imao dužnost služiti u vjerskim ceremonijama i odabirati lokacije za izgradnju novih hramova. On je također bio zadužen za zbrinjavanje Ma'at, odnosno kozmičkog reda, ravnoteže i pravde; u to se ubrajalo i ratovanje u svrhu obrane zemlje ili osvajanja resursa potrebnih u zemlji.
Prije sjedinjenja Gornjeg i Donjeg Egipta, dešret ('crvena kruna') bila je simbol Kraljevstva Donjeg Egipta, a hedžet ('bijela kruna') simbol Kraljevstva Gornjeg Egipta. Nakon ujedinjenja pšent (kombinacija crvene i bijele krune) rabio se kao službena kruna faraona. S vremenom su nove vrste kruna uvedene pod vladavinom ponekih dinastija, poput nemesa, atefa i kepreša. Ponekad su kombinacije pojedinih kruna rabljene u ilustracijama faraona.

## Galerija
- Tipičan prikaz faraona s nemesom
- Tutankamonova maska
- Statua kraljice Hatšepsut, 2012.
- Kepreš prikazan statuom Eknatona